# Scott Cooper (football)
Pour les articles homonymes, voir Scott Cooper et Cooper.
Scott Joseph Cooper (né le 16 juin 1970) est un entraîneur anglais de football. Il a dirigé deux sélections nationales (Anguilla et Montserrat).

## Biographie
De janvier à mars 2014, il prend en main le club thailandais du Muangthong United.

## Liens externes

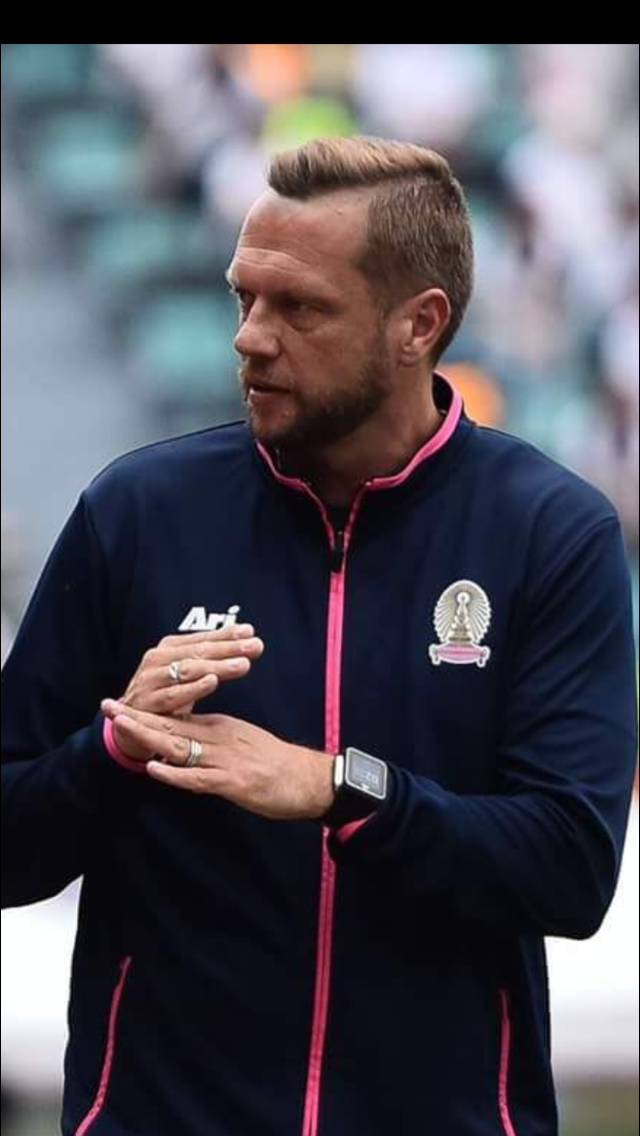